# 74192

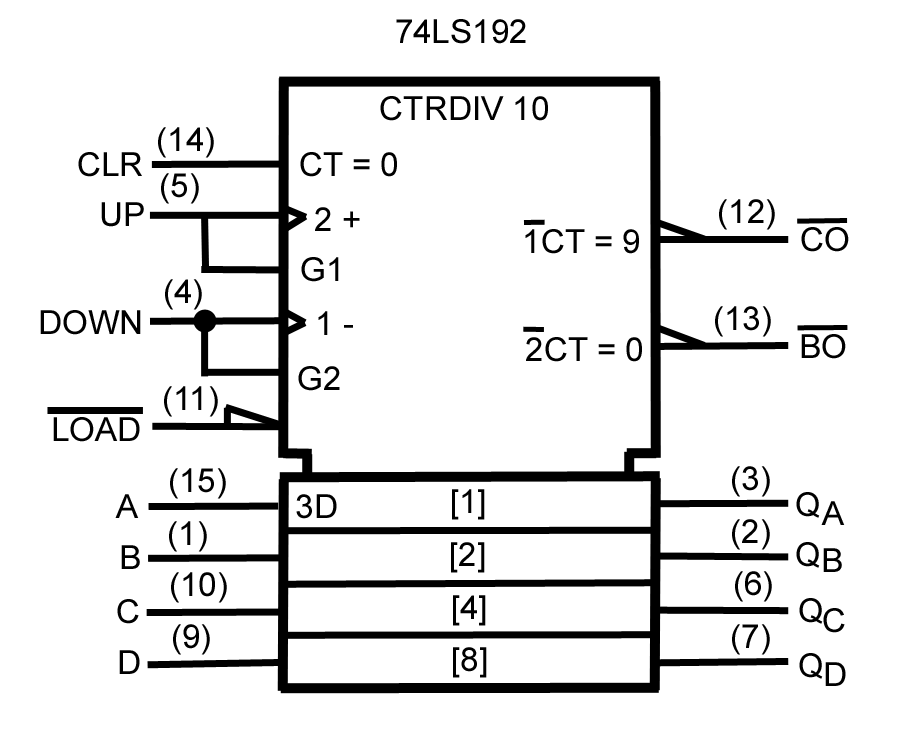
74LS192

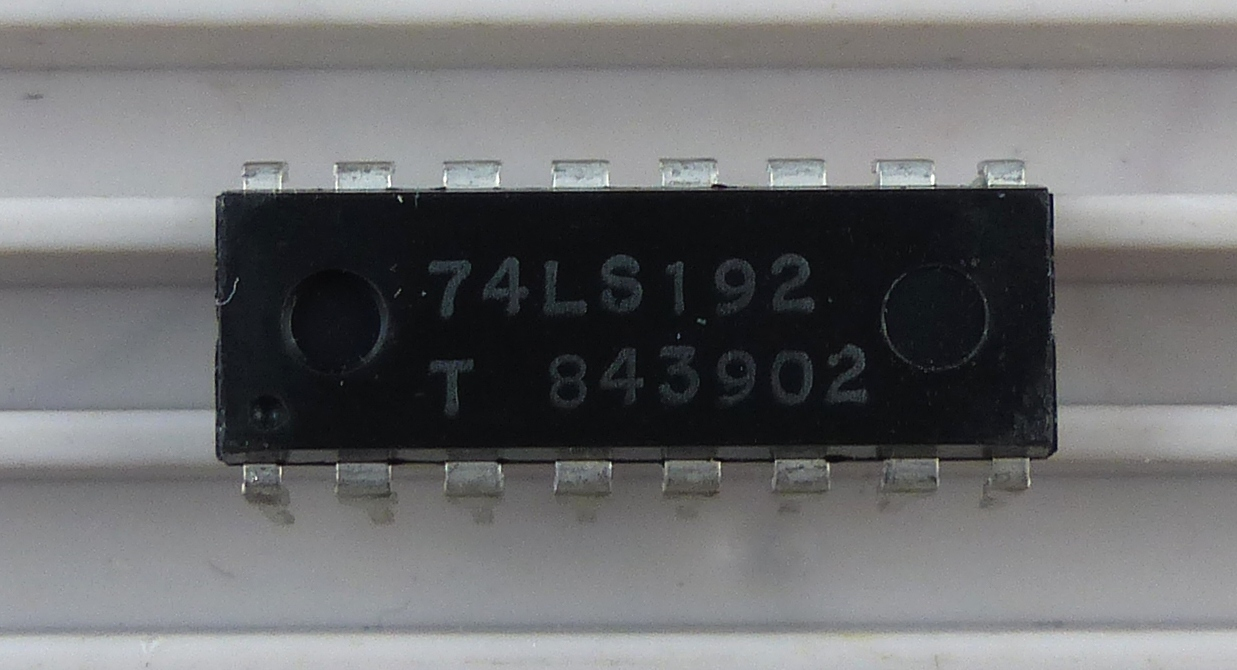
Tungsram 74LS192PC

74192 (progr. vratný čítač s nulováním) je integrovaný obvod s nulováním, který byl vytvořen v dubnu 1988. Patří do technologie TTL v řadě 7400. Má 16 nožiček.
4bitový synchronní čítač s přepínáním směru čítání.

## Vstupy/Výstupy

### Vstupy
Vstupy: CPup, CPdown, MR (reset), PL (paralel load), Pn (paralel data)

#### Další Vstupy
Další vstupy: Datové vstupy (Data A, Data B, Data C, Data D), CU (count UP), CD (count DOWN), clear, load

### Výstupy
Výstup: Qn, TCd (terminal count down), TCu (terminal count up)

#### Další Výstupy
Další výstupy: Datové výstupy (Qa, Qb, Qc, Qd), carry (přetečení), borrow (podtečení)

## Nastavení obvodu

### Nastavení Load
Load = 0 → paralelní vstup dat ABCD
Load = 1 → čítání

### Čítání dolů
CU = CLK (vstup hodin);
CD = 1;
Clear = 0;
Load = 1;

### Čítání Nahoru
CU = 1;
CD = CLK (vstup hodin);
Clear = 0;
Load = 1;